# Хайнрих фон Хелдрунген
Хайнрих фон Хелдрунген (на немски: Heinrich von Heldrungen, Herr von Arnshaugk; † 1226) от стария род Хелдрунген е нобилис (1169) и граф (1186), господар на Арншаугк (част от Нойщат ан дер Орла) в Тюрингия.
Той е син на Хартман фон Хелдрунген. Потомък е на Хартман фон Хелдрунген, споменат в документ през 1128 г., който вероятно построява замък Хелдрунген.
Господството Хелдрунген отива на 8 януари 1413 г. на граф Хайнрих фон Хонщайн.

## Фамилия
Хайнрих фон Хелдрунген се жени за фон Вернигероде, дъщеря на Албрехт III фон Вернигероде, фогт на Дрюбек († сл. 1214) и съпругата му фон Кверфурт, дъщеря на Бурхард II фон Кверфурт, бургграф на Магдебург († 1177) и Мехтилд фон Глайхен-Тона († ок. 1200). Те имат един син:
- Хартман фон Хелдрунген († 1242), баща на:
  - Хайнрих фон Хелдрунген († сл. 1287), господар на Хелдрунген (1249), рицар (1233), фогт на Гьолинген (1242 – 1243), женен за Лутгард († 28 декември 1243)
  - Херман фон Хелдрунген, рицар на Немския орден (1248 – 1272)
  - Ото фон Хелдрунген, домхер във Вюрцбург (1241 – 1243)
  - Хартман фон Хелдрунген (* ок. 1210; † 19 август 1282/1283 в Акра, Йерусалим, погребан в Мергентхайм), рицар на Немския орден (18 ноември 1234), комтур на Саксония (1238), велик комтур в Палестина (1261 – 1263), 11. Велик магистър на рицарите от Тевтонския орден (1273 – 1282)
  - Ирмгард /Лойкард фон Арншаугк-Хелдрунген († сл. 31 август 1279), омъжена 1247 г. за фогт Хайнрих I фон Гера „Млади“ († пр. 1279)